# ساکسس
ساکسس (به معنی موفقیت) یک مجله کسب و کار در ایالات متحده است که توسط ساکسس پارتنرز ال پی (ویدئو پلاس سابق) منتشر می‌شود. این مجله به طور خاص برای خدمت به رشد کار آفرینی و توسعه شخصی و حرفه‌ای آن طراحی شده است.

## تاریخچه
موفقیت در ۱۸۹۷ توسط اوریسون اسویت ماردن به عنوان یک مانیفست برای «سبک جدید فلسفه» اش تأسیس شد. این سبک جدید که تفکر مثبت و مهارت‌های زندگی و نظم و انضباط را می‌آموخت در طول سال‌های اولیه نشریه با استقبال خوبی مواجه شد. در این دوره از آثار نویسندگان این سبک از جمله ناپلئون هیل و ویلیام کلمنت استون استفاده می‌شد.